# Capçalera per a la revista «Pèl & Ploma»
Capçalera per a la revista «Pèl & Ploma» és un dibuix (carbonet, llapis conté i tinta al pinzell sobre paper) de 25,7 × 47,8 cm realitzat per Ramon Casas i Carbó cap a 1899, el qual es troba al Museu Nacional d'Art de Catalunya.

## Context històric i artístic
Dins el context de la gran activitat desplegada per la primera generació d'artistes modernistes, aquesta obra documenta una de les iniciatives culturals més destacades de la Barcelona del final del segle xix. El mes de juny del 1899, Ramon Casas i Miquel Utrillo van posar en funcionament la revista Pèl & Ploma, títol que feia referència als atributs iconogràfics del pinzell i la ploma amb els quals s'identificaven les seues respectives professions. La publicació, que va tindre periodicitat setmanal fins al desembre del 1903, quan va ésser substituïda per Forma, va esdevindré una de les fites més importants de les arts gràfiques catalanes del modernisme i va servir per a difondre un gran nombre de composicions dibuixades per Casas, al costat de crítiques artístiques escrites per Utrillo.
És un llegat de Rossend Partagàs de l'any 1945.

## Descripció
El model de la dona un xic mandrosa (emblema de la Malenconia) es va convertir en una de les fórmules estereotipades de representar la figura femenina en l'obra de Casas i, amb el pas del temps, en un lloc comú de la seua poètica visual.
El dibuix preparatori per a la capçalera d'aquesta publicació va esdevenir un dels seus motius propagandístics més populars. De fet, aquest logotip va tindre uns usos molt variats: capçalera del paper de carta, anunci del setmanari i, fins i tot, invitació de la segona exposició individual de Casas, celebrada el mes de maig del 1900. Finalment, cal assenyalar que l'artista va fer-ne una altra versió, en un altre format i sense incloure-hi el títol, per a la portada del número 11 de Pèl & Ploma.